# NGC 1022
NGC 1022 is een balkspiraalstelsel in het sterrenbeeld Walvis. Het hemelobject werd op 10 september 1785 ontdekt door de Duits-Britse astronoom William Herschel.

## Synoniemen
- PGC 10010
- MCG -1-7-25
- IRAS02360-0653